# Wyspy Dziewicze Stanów Zjednoczonych na Letnich Igrzyskach Olimpijskich 1988
Wyspy Dziewicze Stanów Zjednoczonych na XXIX Letnich Igrzyskach Olimpijskich reprezentowało 22 sportowców.
Był to 5. start Wysp Dziewiczych Stanów Zjednoczonych na letnich igrzyskach olimpijskich.

## Zdobyte medale

### Srebro
- Peter Holmberg – żeglarstwo, Open Finn

## Skład kadry

### Jeździectwo
Mężczyźni
- Eric Brodnax – WKKW Indywidualnie - 35. miejsce

### Kolarstwo
Kobiety
- Stephanie McKnight – wyścig indywidualny ze startu wspólnego - 48. miejsce

### Lekkoatletyka
Mężczyźni
- Neville Hodge – 100 metrów - odpadł w eliminacjach
- Jimmy Flemming

100 metrów - odpadł w eliminacjach
200 metrów - odpadł w ćwierćfinałach
- Desai Wynter – 400 metrów - odpadł w eliminacjach
- Calvin Dallas – maraton - 77. miejsce
- Wallace Williams – maraton - 81. miejsce
- Marlon Williams – maraton - 88. miejsce

Kobiety
- Ruth Morris

200 metrów - odpadła w eliminacjach
400 metrów - odpadła w eliminacjach

### Pływanie
Mężczyźni
- Hans Foerster

50 metrów st. dowolnym - 44. miejsce
100 metrów st. dowolnym - 54. miejsce
200 metrów st. dowolnym - 58. miejsce
- Ronald Pickard

50 metrów st. dowolnym - 47. miejsce
100 metrów st. dowolnym - 58. miejsce
- Kristan Singleton

200 metrów st. dowolnym - 59. miejsce
100 metrów st. motylkowym - 44. miejsce
200 metrów st. motylkowym - 40. miejsce
- Kraig Singleton

100 metrów st. klasycznym - 55. miejsce
200 metrów st. klasycznym - 49. miejsce
200 metrów st. zmiennym - 46. miejsce
- William Cleveland

100 metrów st. motylkowym - 45. miejsce
200 metrów st. motylkowym - 39. miejsce
- Hans Foerster, Kraig Singleton, Kristan Singleton, William Cleveland – 4 × 100 metrów st. dowolnym - 18. miejsce
- Hans Foerster, Kraig Singleton, Ronald Pickard, William Cleveland – 4 × 200 metrów st. dowolnym - 13. miejsce
- Hans Foerster, Kraig Singleton, Kristan Singleton, William Cleveland – 4 × 100 metrów st. zmiennym - 24. miejsce

Kobiety
- Tricia Duncan

100 metrów st. klasycznym - 34. miejsce
200 metrów st. klasycznym - 30. miejsce

### Strzelectwo
- Bruce Meredith

karabin małokalibrowy leżąc 50 m - 50. miejsce
karabin małokalibrowy trzy postawy 50 m - 47. miejsce

### Żeglarstwo
- Luke Baldauf – windsurfing – 24. miejsce
- Peter Holmberg –klasa Finn – 2. miejsce
- John Foster Jr., John Foster Sr. – klasa Star – 20. miejsce
- Hans Reiter, Jean Braure – klasa Tornado – 22. miejsce